# نیژنی کاتروخ
نیژنی کاتروخ (به لاتین: Nizhny Katrukh) یک منطقهٔ مسکونی در روسیه است که در داغستان واقع شده‌است.